# Симон I (Саарбрюкен)
Симон I (на немски: Simon I von Saarbrücken, † сл. 1183) от род Валрамиди е от 1135 до 1183 г. граф на Саарбрюкен.

## Произход и наследство
Симон е първият син на граф Фридрих фон Саарбрюкен († 1135) и неговата съпруга Гизела от Лотарингия (* ок. 1100), вероятно дъщеря на херцог Дитрих II от Горна Лотарингия († 1115).
След смъртта на баща му през 1135 г. той го наследява като граф на Саарбрюкен. Неговият по-малък брат Адалберт († 1141) става през 1138 г. архиепископ на Майнц. След смъртта на Симон собствеността му е разделена. Най-големият му син Симон получава Графство Саарбрюкен, по-малкият му син Хайнрих основава Графство Цвайбрюкен.

## Фамилия
Симон се жени за Мехтилд (Матилда фон Спонхайм ?), вероятно дъщеря на граф Мегинхард фон Спонхайм. Техните деца са:
- Симон II († сл. 1207), граф на Саарбрюкен
- Хайнрих I († 1228), граф на граф на Цвайбрюкен
- Фридрих († пр. 1187)
- Готфрид, каноник в Майнц
- Адалберт († сл. 1210), архидякон в Майнц
- Юта († пр. 1223), ∞ граф Фолмар II фон Близкастел († 1223)
- София (* ок. 1149, † сл. 1215), ∞ 1165 г. Хайнрих III, херцог на Лимбург (* 1140, † 1221)
- Агнес († пр. 1180), ∞ Гюнтер III, граф на Шварцбург († сл. 1197)